# Elise Richter
Elise Richter (ur. 2 marca 1865 w Wiedniu, Austro-Węgry, zm. 21 lipca 1943 w Getcie Theresienstadt, Protektorat Czech i Moraw) – austriacka filolog romański. Pierwsza kobieta, która uzyskała habilitację na Uniwersytecie Wiedeńskim.

## Życiorys
Urodziła się w Wiedniu jako córka Maximiliana Richtera, głównego lekarza Südbahngesellschaft, i Emilie Lackenbacher. Dorastała w mieszczańskiej rodzinie zasymilowanych Żydów. Jej starsza siostra Helene była tłumaczką i filologiem angielskim. W wieku 20 lat rozpoznano u niej reumatyzm, którego już nie udało się wyleczyć.
Pobierała nauki prywatne. Od 1891 mogła uczęszczać na niektóre wykłady Uniwersytetu Wiedeńskiego jak wolny słuchacz. Gdy w 1896 zezwolono kobietom na przystąpienie do egzaminu dojrzałości w wieku 31 lat zdała w Akademisches Gymnasium maturę eksternistycznie jako pierwsza kobieta. Rok później gdy dopuszczono kobiety do studiowania zapisała się na romanistykę, którą ukończyła w 1901 jako pierwsza kobieta. Również jako pierwsza habilitowała się w 1905. W 1907 została docentem. W 1921, również jako pierwsza kobieta w Austrii i Niemczech, została profesorem nadzwyczajnym. Była kierownikiem Instytutu Fonetyki. Badała fizjologiczne i psychologiczne podstawy mowy.
Była również aktywna politycznie. Współtworzyła Verband der Akademikerinnen Österreichs – Związek Kobiet Uczonych, którego była przewodniczącą od 1920. W 1927 nawoływała do stworzenia partii kobiet, ale nie uważała się za feministkę. Po Anschlussie Austrii i wprowadzeniu rasowych Ustaw norymberskich jako Żydówkę usunięto ją z nauczania na Uniwersytecie. Nie mogła również korzystać z jego zasobów.
W 1942 Elisa i jej siostra Helene zostały deportowane do getta Theresienstadt utworzonego przez Niemców w Protektoracie Czech i Moraw. Zmarła w obozie 21 czerwca 1943 na zapalenie płuc.

## Biblioteka
Po zwolnieniu z Uniwersytetu Wiedeńskiego siostry Richter zostały zmuszone przez brak środków do życia do sprzedaży swojej biblioteki. W 1942 biblioteka sióstr Richter obejmująca ok. 3000 tomów została przeniesiona na Uniwersytet w Kolonii. Po przekształceniu biblioteki w archiwum dzieła zostały odkryte i są od 2005 restaurowane i publikowane.

## Upamiętnienie
Od lata 2016 siedem kobiet naukowców, w tym Elise Richter, zostanie upamiętnionych rzeźbami na terenie Uniwersytetu Wiedeńskiego w ramach projektu obchodów 650-lecia uczelni. Związek Romanistów Niemieckich od 1999 przyznaje nagrodę imienia Elisy Richter w wysokości 1500 euro dla najlepszych prac doktorskich i habilitacyjnych z dziedziny romanistyki.